# آکیهیسا شیونو
آکیهیسا شیونو (انگلیسی: Akihisa Shiono؛ زادهٔ ۳ ژانویهٔ ۱۹۹۵) بازیگر اهل ژاپن است.